# 폭소 감방
《폭소 감방》(영어: Stir Crazy)은 미국에서 제작된 시드니 포이티어 감독의 1980년 블랙 코미디 영화이다. 진 와일더, 리처드 프라이어 등이 출연하였다.
제작비의 10배가 넘는 극장 수익을 벌어들이면서 1980년도 전체 흥행 3위를 기록했다. 흑인 감독의 연출 영화 최초로 북미 수익 1억 달러를 돌파한 작품이며, 《미지와의 조우》(1977), 《크레이머 대 크레이머》(1979)에 이어 역대 세 번째로 100만 달러 이상을 번 컬럼비아 픽처스 제작 영화이기도 하다.
한국에서는 1992년 6월 20일 KBS 2TV 토요명화에서 방영된 바 있다.

## 줄거리
뉴욕에 살던 해리와 스킵은 나란히 실업한 후 함께 애리조나주로 내려가 딱따구리 복장을 입고 은행 홍보 일을 하게 된다. 그러나 점심을 챙겨먹느라 잠시 의상을 벗어놓은 사이 은행 강도 2인조가 옷을 훔쳐 입고 해당 은행을 터는 바람에 둘은 억울하게 125년 형기를 받고 감옥에 들어가게 되는데...

## 출연
- 진 와일더 - 스키퍼 "스킵" 도너휴 역: 극작가.
- 리처드 프라이어 - 해럴드 "해리" 먼로 역: 배우 지망생.
- 조지 스탠퍼드 브라운
- 조베스 윌리엄스
- 미겔 앙헬 수아레스
- 크레이그 T. 넬슨
- 배리 코빈
- 니컬러스 코스터
- 조너선 뱅크스

## 기타 제작진
- 미술: 앨프리드 스위니